# Bokermannohyla ravida
Bokermannohyla ravida é uma espécie de anfíbio da família Hylidae. Endêmica do Brasil, pode ser encontrada apenas no município de Presidente Olegário, no estado de Minas Gerais.